# Denk wie ein Mann
 Denk wie ein Mann ist ein 2012 erschienener Film unter der Regie von Tim Story. Es basiert auf dem Buch von Steve Harvey, das unter dem Titel Frag einen Mann: wenn Du mit Männern glücklich werden willst 2011 in Deutschland veröffentlicht wurde. Für die Filmumsetzung fungierten Keith Marryman und David A. Newman als Drehbuchautoren. Kinostart in Deutschland war der 30. August 2012.

## Handlung
Eine Gruppe junger Männer, vom Muttersöhnchen über den Träumer bis hin zum Macho und dem Kerl mit Bindungsängsten, der nie erwachsen wird, sieht sich plötzlich ungeahnten Herausforderungen gegenüber, als die Frauen in ihrem Leben den Ratgeber „Act Like A Lady, Think Like A Man“ lesen und mit dem neu erworbenen Wissen den Männern ihre Grenzen aufzeigen. Als die Brüder im Geiste bemerken, dass sie von einem Geschlechtsgenossen, genauer von dem Familienduell-Moderatoren und Autoren Steve Harvey, hintergangen wurden, schmieden sie einen Plan, um aus den Insider-Informationen aus dem Buch ihren Vorteil zu ziehen und den Frauen eine Lektion über Männer zu erteilen.

## Hintergrund
- Bei einem Budget von 12 Millionen US-Dollar spielte der Film insgesamt 99.105.477 US-Dollar wieder ein, was ihn zu einem kommerziellen Erfolg machte.[3]
- Eine Fortsetzung mit dem Titel Denk wie ein Mann 2  (Think Like a Man Too) wurde schließlich im Juni 2014 veröffentlicht, Tim Story übernahm erneut die Regie. In einer tragenden Rolle ist nun Adam Brody zu sehen.

## Kritiken
Die Kritiken waren leicht negativ. Bei Rotten Tomatoes bekam der Film Zuspruch von 53 Prozent der Kritiker (und gilt damit als rotten, also verdorben. Ab 60 Prozent gilt ein Film als frisch.). Im Mittel gaben die Kritiker 5,5 von 10 Punkten.
Roger Ebert von der Chicago Times, der dem Film 2 von 4 Punkten gab, urteilte, dass der Fehler des Filmes sei, dass er die Buchvorlage zu ernst nehme.
Das Lexikon des internationalen Films meinte: „Oberflächliche romantische Komödie, die bewusst mit Stereotypen arbeitet, ohne ihnen Tiefe oder Profil zu verleihen. Dabei werden die klischeehaft umrissenen Geschlechterrollen nie kritisch hinterfragt, sondern bestätigt. Die einzelnen Episoden plätschern auf diese Weise ohne Wortwitz oder Widerhaken vor sich hin.“
Die Meinung der deutschen Filmkritik spiegelt sich beispielsweise in Asokan Nirmalarajahs Urteil auf MovieMaze wider. Der Film verfüge zwar über sympathische, gut gespielte Protagonisten, aber der Mangel an Humor und Einsicht zur behandelten Thematik sei eher enttäuschend. Sein Vorschlag: „Am besten goutiert man den Film ohnehin als einen unaufdringlichen wie unbedarften Hangout-Film über den nicht enden wollenden Geschlechterkrieg.“